# مرشحة كاباليرونية فيرشيرينية
مرشحة كاباليرونية فيرشيرينية (الاسم العلمي: Burkholderia verschuerenii) هي نوع من البكتيريا، سلبية الغرام، تتبع جنس البيركهولدرية.